# كأس ولي العهد البحريني لكرة القدم 2002
كأس ولي العهد البحريني لكرة القدم 2002 هي النسخة الثانية من كأس ولي العهد البحريني لكرة القدم وجرت من 29 مايو إلى 3 يونيو 2002 بمشاركة الفرق التي احتلت المراكز الأربع الأولى في بطولة دوري الدرجة الأولى لموسم 2001-2002.

## الدور النصف النهائي
| المحرق | 2-4 | البسيتين |
| ------ | --- | -------- |
|        |     |          |

| الرفاع | 1-2 | الأهلي |
| ------ | --- | ------ |
|        |     |        |

## المباراة النهائية
| الرفاع | 2-3 | المحرق |
| ------ | --- | ------ |
|        |     |        |

## البطل
| كأس ولي العهد البحريني بطل 2002 |
| ------------------------------- |
| الرفاع اللقب الأول              |